# 岸田一郎
岸田 一郎（きしだ いちろう、1951年4月15日 - ）は日本の編集者、メディアプロデューサー。
プロッツ株式会社取締役、株式会社yanG取締役編集長、ウェブメディア「LUXURY TV」元編集長。大阪府大阪市都島区出身。血液型AB型。身長158cm。

## 経歴
1974年3月、日本大学経済学部卒業後はフリーライターとして活動。1979年、男性誌「BIGMAN」の創刊に参画するため、株式会社世界文化社に入社。1988年10月16日、編集長として若者向け男性誌「Begin」を創刊。以後も編集長として、1990年には自動車誌「Car EX」を、1993年には男性誌「MEN'S EX」及び「時計Begin」を、1997年には富裕層向け自動車誌「ACTIVO」を、それぞれ創刊させる。2000年末、世界文化社を退社し株式会社主婦と生活社に入社。編集長として男性誌の創刊準備作業に入る。2001年9月24日、富裕層向け男性誌「LEON」を創刊。2004年9月28日、女性誌「NIKITA」を創刊。いずれも編集長を務める。
2006年9月1日には株式会社KI&Company（ケイアイ・アンド・カンパニー）を設立、代表取締役社長兼CEOに就任。これに伴い10日付で主婦と生活社を退社（直前の7月28日、LEONの編集スタッフをKI&Coに引き抜こうとしたとして主婦と生活社から10日間の出勤停止処分を受け、編集長から総務部付に更迭された。公式の理由は「社内を無用に混乱させた」）。発行人兼制作総指揮として、2006年11月30日、日本初の“クオリティライフスタイル・ウェブマガジン”「@zino」をオープン。2007年3月24日、富裕層向け男性誌「zino」（ジーノ）を創刊した。
その後、オールアバウトの傘下に入り、@zinoのリニューアルやウェブコンテンツとの連携によりテコ入れを図ったものの、男性向けライフスタイル誌が冬の時代に入ったこともあり販売部数と広告収入が当初計画に届かず、収益化のメドが立たず当初の計画を大きく超える資金投入が必要な状況となり、2008年4月発売の6月号で休刊。
2008年6月20日設立のプロッツに取締役製作総指揮として就任。9月16日に、2年前からアメーバブログで続けてきたブログ「キ・シ・ダ・イ・ズ・ム」を核にした提案型のWEBマガジン、LUXURY RECOMMENDATION WEB-CHANNEL（ラグジュアリー･リコメンデーション・ウェブチャネル）「KISHIDA DAYS」をスタートさせる。
2009年7月14日に、動画をメインコンテンツとして配信するウェブメディア「LUXURY TV」にリニューアル、編集長を務めた (その後、運営は別会社に移行)。

## 編集者として
世界文化社では男性向けファッションアイテム誌や自動車誌を次々と創刊させる。
「LEON」は、イタリア人タレントのパンツェッタ・ジローラモをモデルに起用し、日本人にはなかなか親しみづらい方向性の男性のライフスタイルを提唱。「ちょいわるおやじ」（表記は「ちょいワルオヤジ」）や「ちょいモテオヤジ」、「寿司シャン」など、数々の造語を生み出す。さらに、「LEON」の女性版とも言える「NIKITA」でも類似の方向性を打ち出し、「艶男（アデオス）」、「艶女（アデージョ）」などの造語を生み出す。「ちょいモテオヤジ」については2005年の新語・流行語大賞トップテンに選ばれた。
「zino」では、「洒落金男（リッチーノ）」、「野暮金男（ヤボーノ）」などの造語を新たに生み出し、「脱・タダの金持ち」、「女性にモテる金持ちになりましょう」をコンセプトに掲げている。
編集長という雑誌制作の裏方でありながら、メディアにも積極的に露出。「LEON」、「NIKITA」両誌の編集長を務める傍ら、講演会やコンサルティング活動、テレビや他誌などからのインタビューを積極的に引き受ける。
ドキュメンタリー番組「情熱大陸」（毎日放送）の2005年5月8日放送分では、岸田が特集された。
バラエティ番組「ココリコミラクルタイプ」（フジテレビ）のコントに「NIKITA女」があり、人気を博している。また、同じく「笑っていいとも!」（フジテレビ）の1コーナーに「ちょい不良おやじコンテスト」があり、ジローラモがレギュラー出演して、ライフスタイル提唱の多角展開を行うなど、メディア戦略に長ける手腕は、「LEON」及び「NIKITA」の広告出稿量を飛躍的に伸ばし、「LEON」に至っては10万部強の発行部数でありながら、1号あたりの広告収入は5億円を超えた（岸田が手がけた最終号である2006年11月号）。
2014年9月、新たな造語「やんちゃジジイ」、及びその妻たる「魔ダム」、愛人「姫ーナ」などと共に、これをテーマとする雑誌「MADURO」を、2017年6月には「GG」（ジジ）を立ち上げる。MADUROは2017年に内容を大幅リニューアル（対象読者層も変貌）、またGGは2018年11月号で休刊した（1年持たなかった）。「GG」休刊の経緯について「校了紙をオーナーに見せたところ“これじゃ読者はワクワクしない。もうやめる”と言われ決まった」と語っている。発行元の「GGメディア」は11月6日に破産した。表紙モデルを務めた石田純一からは「ギャラが支払われてない」、岩城滉一からは「会ったら殴る」とまで言われているという。

## 著書
- LEONの秘密と舞台裏 カリスマ編集長が明かす「成功する雑誌の作り方」（2005年8月31日、株式会社ソフトバンクパブリッシング、ISBN 4-7973-3202-6）